# Iazurile, Tulcea
Iazurile (în trecut Calica) este un sat în comuna Valea Nucarilor din județul Tulcea, Dobrogea, România.
Localitate ce apartine de comuna Valea Nucarilor, situata in judetul Tulcea. Distanta pana la orasul Tulcea este de 28 km.
Vechimea asezarii este atestata de descoperirile arheologice ce regasesc expuse la Muzeul de Istorie si Arheologie din Tulcea.
Pe teritoriul satului Iazurile, pe timpul stapanirii turcesti se afla asezarea Suiu – Islea ( „apa buna de baut”- limba turca), distrusa in totalitate in secolul 18, in timpul razboaielor dintre rusi si turci.Localitatea dispune de apa curenta potabila. Partea majoritara economica este asigurata de munca in agricultura, zootehnii domestice, pescuit, comerț si alte activități.